# Albina Kairgieldinowa
Albina Kajratowna Kairgieldinowa (ros. Альбина Кайратовна Каиргельдинова; ur. 19 lutego 2000) – kazachska zapaśniczka walcząca w stylu wolnym. Piąta na mistrzostwach Azji w 2020 i 2024. Srebrna medalistka wojskowych MŚ w 2018. 
Trzecia na mistrzostwach Azji U-23 w 2023. Druga na mistrzostwach Azji kadetów w 2017 roku.